# 婆羅洲絢鯰
婆羅洲絢鯰，為輻鰭魚綱鯰形目鯰科的其中一種，為熱帶淡水魚，分布於亞洲婆羅洲西部淡水流域，體長可達14.9公分，棲息在底層水域，生活習性不明。
其种加词“borneensis”意为“婆罗洲的”。